# Kanotsport vid olympiska sommarspelen 1964
Kanotsport vid olympiska sommarspelen 1968 paddlades på Sagamisjön i Kanagawa prefektur i Japan. 

## Medaljsummering
Herrar
Damer
| Event                     | Guld                                                       | Silver                             | Brons                                |
| K-1 500 meter Detaljer... | Ljudmila Chvedosjuk Sovjetunionen                          | Hilde Lauer Rumänien               | Marcia Jones USA                     |
| K-2 500 meter Detaljer... | Tysklands förenade lag Roswitha Esser Annemarie Zimmermann | USA Francine Fox Glorianne Perrier | Rumänien Hilde Lauer Cornelia Sideri |

## Medaljtabell
| Pl. | Nation                 | Guld | Silver | Brons | Totalt |
| --- | ---------------------- | ---- | ------ | ----- | ------ |
| 1   | Sovjetunionen          | 3    | 0      | 1     | 4      |
| 2   | Tysklands förenade lag | 2    | 1      | 1     | 4      |
| 3   | Sverige                | 2    | 0      | 0     | 2      |
| 4   | Rumänien               | 0    | 2      | 3     | 5      |
| 5   | USA                    | 0    | 1      | 1     | 2      |
| 6   | Frankrike              | 0    | 1      | 0     | 1      |
| 6   | Ungern                 | 0    | 1      | 0     | 1      |
| 6   | Nederländerna          | 0    | 1      | 0     | 1      |
| 9   | Danmark                | 0    | 0      | 1     | 1      |